# V–22 Osprey
A V–22 Osprey (a. m. halászsas) billenőrotoros katonai konvertiplán, amely egyszerre rendelkezik VTOL (függőleges fel- és leszállás) és STOL (rövid nekifutású fel- és leszállás) képességekkel. A gépet olyan feladatokra tervezték, amelyekben egyszerre van szükség egy hagyományos helikopter bevethetőségére és egy nagy hatótávolságú és sebességű turbólégcsavaros repülőgépre. A V–22-t a Boeing Rotorcraft Systems együttműködésével a Bell Helicopter fejlesztette ki és gyártja. A gép első felhasználói az Amerikai Tengerészgyalogság és a Légierő.

## Fejlesztése

### Korai évek
A „Saskarom” hadművelet 1980-as kudarcát követően az amerikai haderők számára bebizonyosodott, hogy szükség van egy „újfajta repülőgépre, amely nemcsak függőlegesen tud le- és felszállni, de gyorsan képes katonákat is szállítani”. Az Amerikai Védelmi Minisztérium 1981-ben beindította az Összfegyvernemi függőleges fel- és leszállású repülőgép kísérleti programot (JVX, Joint Service Vertical Take-off/Landing Experimental), amelyet először a Hadsereg, majd később a Haditengerészet és a Tengerészgyalogság irányított. A JVX egyesítette a Tengerészgyalogság, a Légierő, a Hadsereg és a Haditengerészet igényeit. A gép előzetes tervezésére 1982 decemberében írtak ki egy tendert, amelyre az Aérospatiale, a Bell Helicopter, a Boeing Vertol, a Grumman, a Lockheed és a Westland Helicopters jelentkezett. A Hadügyminisztérium a pályázókat arra kérte, hogy közös konzorciumokat hozzanak létre, a Bell így került egy csapatba a Boeing-gal. A Bell–Boeing csoport 1983. február 17-én beadott pályázatában a Bell XV–15 nagyobb, továbbfejlesztett változatát ajánlotta. A tenderre ez az egyetlenegy pályázat érkezett.
A JVX nyertese 1985 januárjában megkapta a „V–22 Osprey” típusjelölést. A tengerészgyalogsági változat az MV–22, a Légierő változata a CV–22 jelölést kapta – az eltérés oka, hogy a CV-előjel a haditengerészeti repülőgép-hordozónak van fenntartva. A V–22 billenőrotoros repülőgép nagybani fejlesztése 1986-ban kezdődött el, az első példány 1988 májusában gördült ki az összeszerelő-üzemből. Ebben az éven lépett ki a Hadsereg a programból, hogy költségvetését hamarabb megtérülő repülési programokra fordítsa.

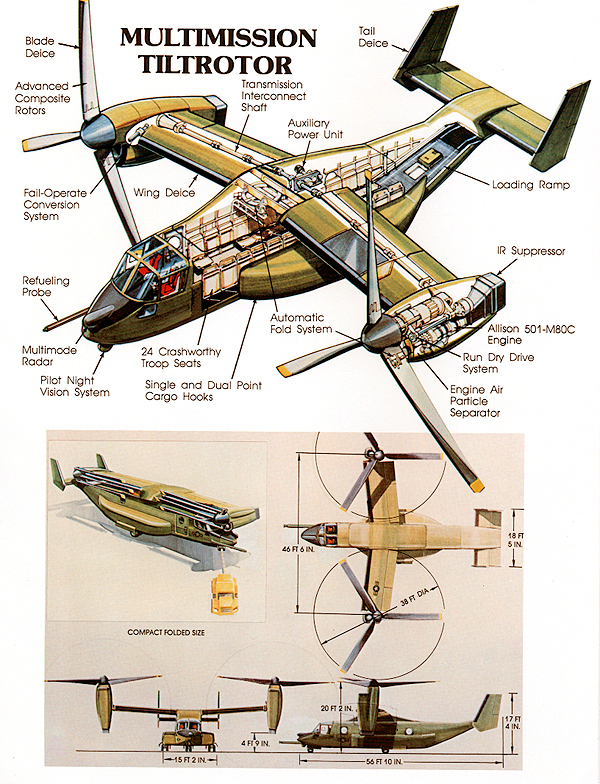
A V–22 egyik korai illusztrációja

A V–22 részegységei közül a Bell Helicopter gyártja a szárnyfeleket, a hajtóműgondolákat, a rotorokat, az erőátviteli rendszert, a gép farkát valamint a rakodórámpát és integrálja a Rolls-Royce hajtóműveket. A Boeing gyártja a géptörzset, a pilótafülkét, az avionikai rendszereket és az irányítórendszert. A gép alkatrészeit Philadelphiában valamint a texasi Grand Prairie-ben és Fort Worth-ben gyártják – a végső összeszerelés a Bell amarillói üzemében történik, szintén Texasban.

### Berepülése, szerkezeti változtatásai
A hat V–22 prototípus közül az első 1989. március 19-én szállt fel helikopter üzemmódban, szeptember 14-én pedig repülőgépként. A harmadik és a negyedik prototípus 1990. decemberében a USS Wasp fedélzetén sikeresen elvégezte az első haditengerészeti próbákat. A negyedik és az ötödik prototípus 1991. június 11-én, illetve 1992. július 20-án lezuhant és megsemmisült. Utóbbi eset után – melyben 7 fő meghalt – a vizsgáló bizottság a repüléseket 11 hónapra leállíttatta. 1992. október–1993. április között a Bell és a Boeing áttervezte az Ospreyt: csökkentették az üres tömeget, egyszerűsítették a gyártási folyamatokat és lejjebb szorították a gyártási költségeket. Az így áttervezett változat lett a B modell. A berepülési program 1993 augusztusában folytatódott az átépített B modellekkel.
1997. február 5-én a megmaradt és átépített 4 db nullsorozat példányból az első megkezdte a berepülési programot a Haditengerészet Patuxent River-i berepülőbázisán (Naval Air Warfare Test Center). Az első négy, alacsony intenzitással gyártott sorozatpéldányt 1997. április 2-án rendelték meg és 1999. május 27-én szállították le. A tizedik Osprey – azaz az 1997-ben megrendelt 4. sorozatban gyártott gép – a USS Saipan fedélzetén 1999 januárjában végezte el a típus második tengerészeti tesztsorozatát (Sea Trial). Áprilisban pedig teheremelési és szállítási próbát hajtott végre, külső függesztményül egy 3175 kg tömegű, 155 mm-es M777 vontatott tarack szolgált. 2000-ben a Boeing bejelentette, hogy a gép orrába egy 12,7 mm-es GAU–19 Gatling-géppuskát szerel, ám ezt az ötletet később elvetették.
2000-ben ismét lezuhant két Osprey, április 8-án és december 11-én. A balesetekben 23 fő (köztük 19 tengerészgyalogos) vesztette életét. A V–22 gyártását leállították, amíg a baleset okait felderítették és egyes alkatrészeket újraterveztek. A gépvesztések legfőbb oka a szokatlan vezérlési mód, illetve az ún. örvényorsó-hatás nem megfelelő lereagálása a pilóták részéről. A jelenség földközelben a felszállás közbeni és leszállás előtti kilebegtetés repülési tartományaiban jelentkezik, amikor a két hajtóművet elfordítják. Ezeket szimulátoros gyakorlatokkal és a kormánylapvezérlő szoftverek módosításával küszöbölték ki. Sok kritika érte a programot, főként költségtúllépései miatt, ami a rendhagyó kialakításnak tudható be.

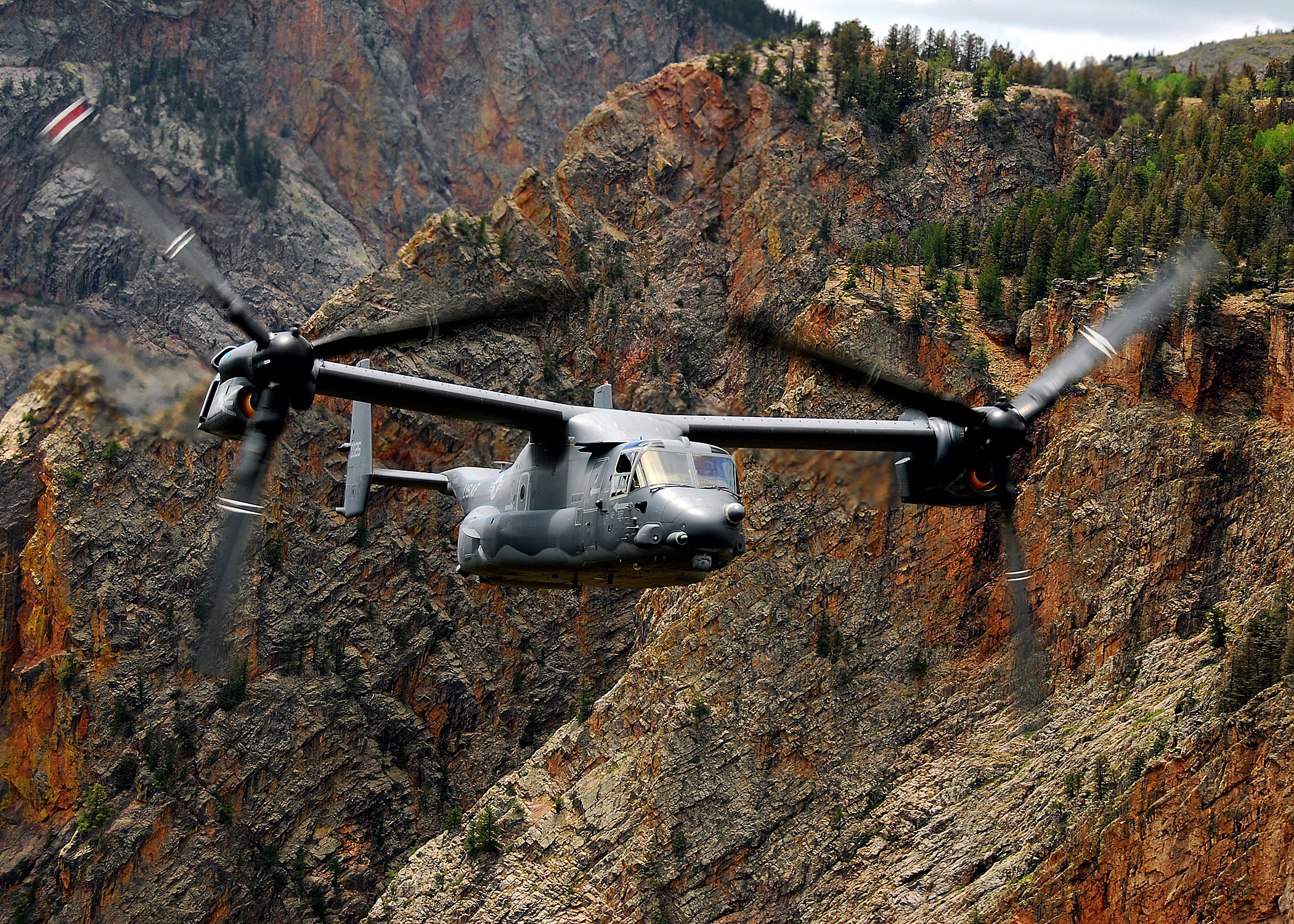
CV–22 repülés közben

A V–22 végül 2005 júniusában jutott a berepülési sorozat végére. A csapatpróbák során a gép jól vizsgázott: sikeresen teljesített nagy távolságú bevetéseket, repült nagy magasságon és a sivatagban, valamint üzemelt hajófedélzetről is. A korábbi balesetek okait a V–22 programiroda állítása szerint mind elhárították.
2005. szeptember 28-án a Pentagon hivatalosan is jóváhagyta a V–22 sorozatgyártását és december 8-án hadrendbe állították a típust. Az évi 11 gép összeszerelését a tervek szerint 2012-re évi 24 és 48 gép közötti nagyságrendre növelnék. A Pentagon összesen 458 gépet szándékozik vásárolni: 360-at a Tengerészgyalogság, 48-at a Haditengerészet és 50-et a Légierő számára, a fejlesztési költségekkel együtt 110 millió dolláros darabáron. 2007-ben a V–22 árát 70 millió dollárban állapították meg, de a haditengerészet a 2008-ban beindult ötéves szerződés eredményeként azt remélte, hogy a darabárat 10 millió dollárral lehet csökkenteni.
A külföldi érdeklődők közül elsőként Izrael jelezte, hogy vásárolna V–22 Osprey-t, de a rendelést még nem erősítették meg.

## Tervezése

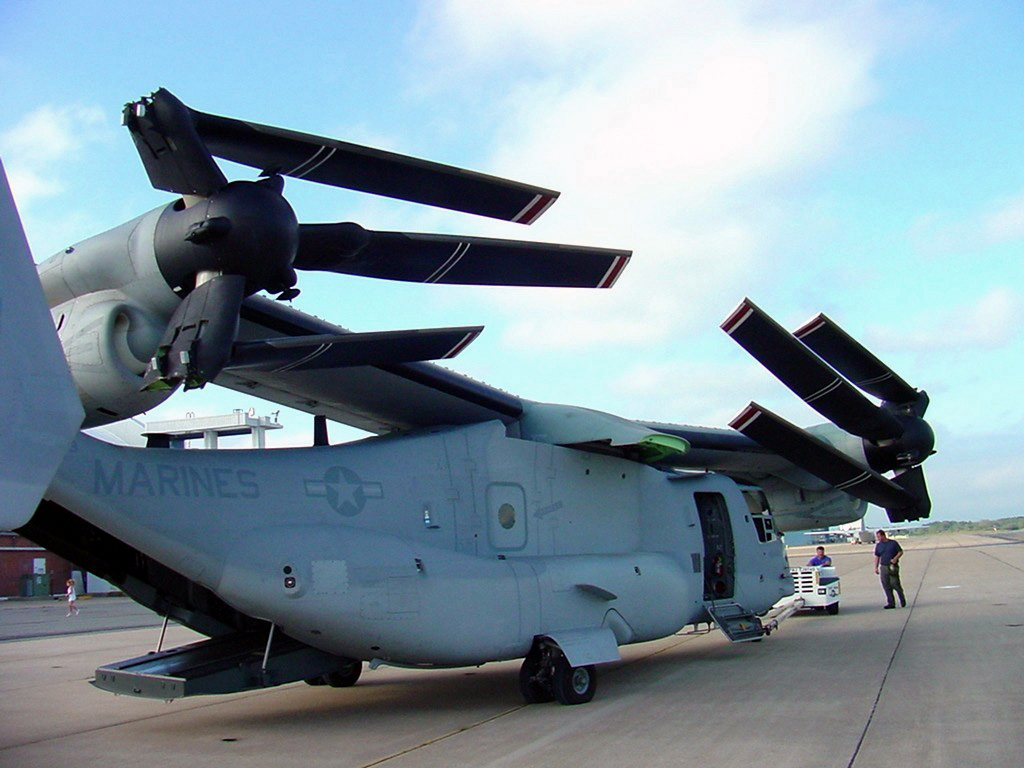
Szállításhoz, vagy tároláshoz a V–22 szárnyai és rotorjai behajthatók. Ez okozza a legnagyobb gyártási és üzemeltetési problémákat

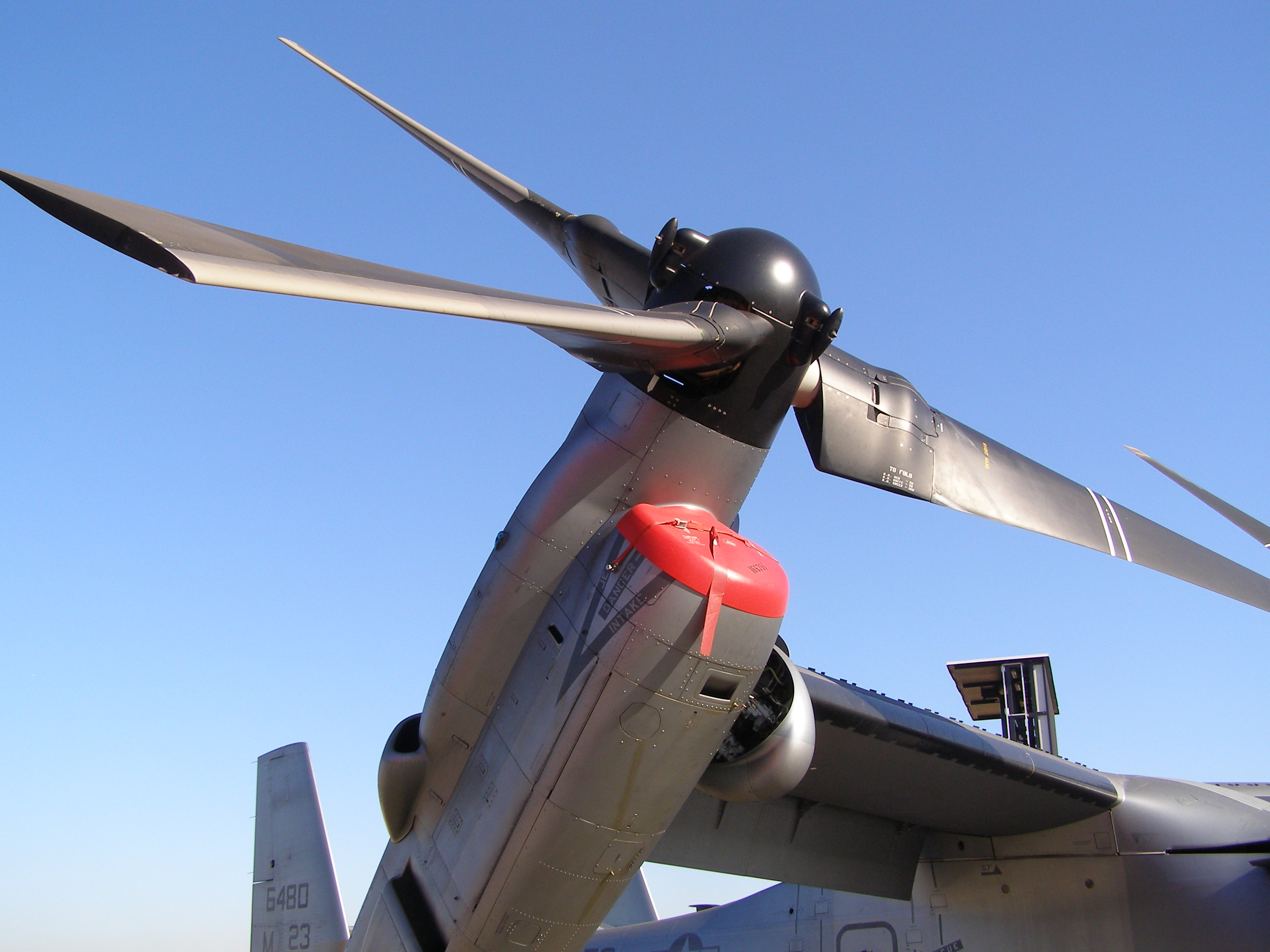
Egy MV–22B billenőrotorja közelről

Az Osprey a világ első sorozatban gyártott billenőrotoros katonai repülőgépe. A szárnyvégeken egy-egy hajtóműgondolában található a háromlapátos propeller-rotort („proptort”) meghajtó gázturbinás sugárhajtómű és a reduktor. Fel- és leszálláshoz a gép helikopterként viselkedik a gondolák függőleges állapotban, a proptorok vízszintesen állnak. Repülés közben a gondolák 12 másodperc alatt 90 fokkal elfordíthatóak és a V–22-ből egy helikopternél sokkal gazdaságosabb üzemanyagfelhasználású turbólégcsavaros repülőgép válik. Rövid nekifutású fel- és leszálláshoz (STOL) a gondolákat legfeljebb 45 fokig forgatják el. Helytakarékos tároláshoz a V–22 szárnya a géptörzs hossztengelyébe fordítható és a proptorokat is 90 másodperc alatt egymás mellé lehet hajtani.
Az óriási rotorok miatt az Osprey nem képes vízszintesen, repülőgépként felszállni vagy leszállni.
A V–22 pilótafülkéje korszerű „glass cockpit” rendszerű, négy multifunkcionális kijelzővel és egy nagyobb méretű központi kijelzővel. Ezeken a pilóták sokféle információt jelentethetnek meg: digitális térképeket, az infravörös kamera képét, repülési műszereket, navigációs adatokat (TACAN, VOR, ILS, GPS, INS), valamint rendszeradatokat. A fejlesztéseknek köszönhetően a fedélzeti Cockpit Management System (CMS) robotpilótája képes emberi beavatkozás nélkül repülőgép-üzemmódból 20 méteres függésig vezetni a gépet.
A V–22 háromszorosan redundáns fly-by-wire rendszerű repülésvezérlő rendszerrel rendelkezik. A gondolák függőleges állásánál a repülésvezérlő számítógép az Osprey-t helikopterként irányítja, a rotorok ciklikus vezérlésével. Vízszintes gondolaállásnál, repülőgép-üzemmódban a kombinált csűrők és fékszárnyak, a függőleges vezérsík és a magassági kormány vezérlésével irányítható a gép, akárcsak egy hagyományos merevszárnyú repülőgép. A két üzemmód közötti átmenet a gondolák teljes 96 fokos mozgásánál jelentkezik - minél kisebb vízszintes szöget zárnak be a gondolák, annál nagyobb hatásuk van a repülőgép kormányfelületeinek.

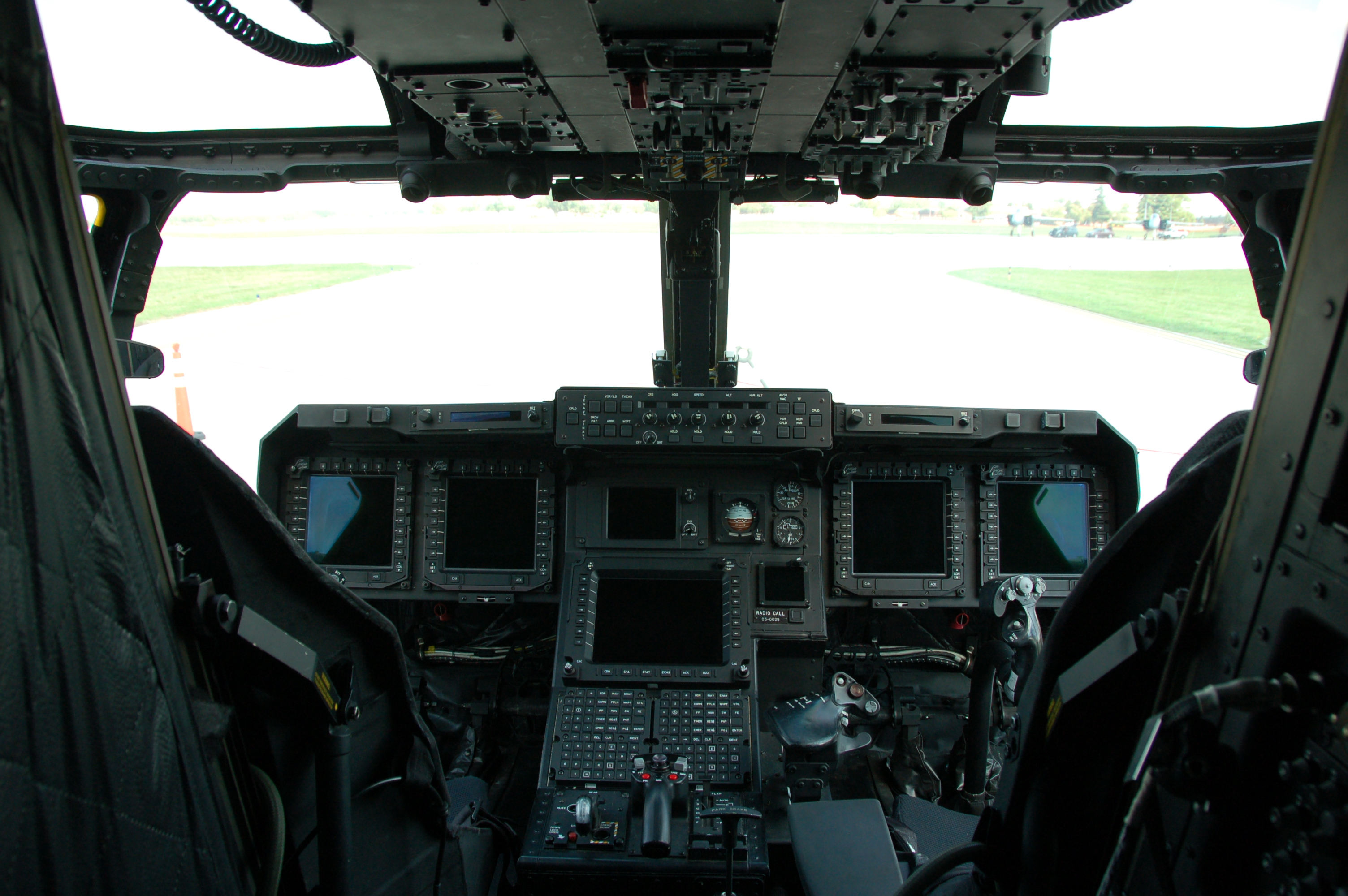
Glass cockpit: A V-22 pilótafülkéjében négy multifunkcionális kijelző és egy nagyobb központi kijelző segíti a pilóták munkáját

## Fegyverrendszer
Az Osprey támadófegyverrel nem rendelkezik. Mindössze 1 db 7,62 mm-es védőgéppuskával szerelték fel, amely csak a rámpa leeresztett helyzetében használható. A fejlesztés korábbi szakaszában elvetett, orrba beépített 12,7 mm-es GAU–19-t tervezik beszerelni. A BAE Systems fejleszt egy távvezérlésű fegyverrendszert a típushoz, ennek üzembe állítása azonban szintén később várható.

## Típusváltozatok

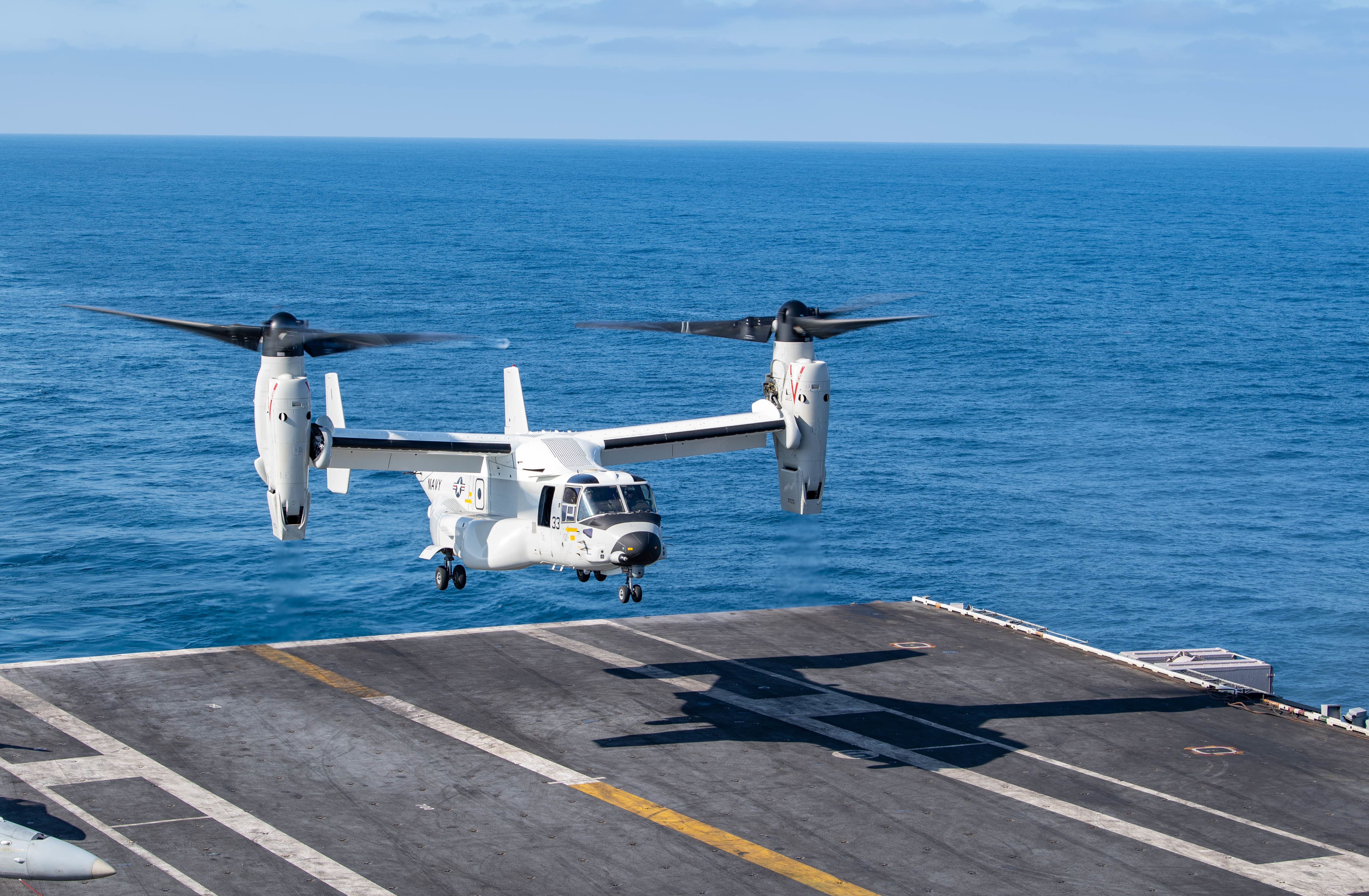
Leszállás közben egy CMV–22B a USS Nimitz fedélzetére, 2021 február végén. Jól megfigyelhető a megnövelt oldaltartály

V–22ASorozatgyártás előtti, berepülésekhez és fejlesztéshez használt modell. Az 1993-as újratervezés után nem hivatalosan kapták meg az A változat jelölést.
HV–22A megtervezett, de még anyagi keretet nem kapott haditengerészeti modell harci kutató-mentő (CSAR, Combat Search And Rescue) feladatokat fog ellátni, különleges műveleti egységeket (pl. SEAL) fog szállítani és segít a flotta logisztikai feladatainak ellátásában.
SV–22A Haditengerészet tervezett tengeralattjáró-vadász változata volt. Az 1980-as évek végén készült tanulmány az S–3B és SH–2 repülőgépek leváltását tűzte ki célul.
EV–22Tervezett légtérellenőrző- és korai előrejelző repülőgépváltozat, elsősorban a brit haditengerészet számára, a brit fejlesztésű Westland Sea King ASaC.7 helikopterek leváltására.
MV–22BAz első sorozatban gyártott, csapatszállító változat, melyet az amerikai tengerészgyalogság rendszeresített. Az eredeti elképzelés szerint 552 darabot rendeltek volna, ez mára 360 darabra csökkent. A V–22 Osprey fejlesztését a Tengerészgyalogság támogatja leginkább. Az MV–22B csapat- és teherszállító feladatokat lát el, és képes hajókról, valamint gyorsan kiépített szükségrepülőterekről is bevetésre indulni. A CH–46 Sea Knight-okat és a CH–53 Sea Stallionokat fogja leváltani.
CV–22BAz amerikai légierő változata a Különleges Műveletek Parancsnokság (USSOCOM, US Special Operations Command) számára. A nagy távolságú bevetések végrehajtásához több üzemanyagtartállyal és egy terepkövető radarral is felszerelték. Az üzemanyag mennyiségét az oldaltartályok mellső szekciójának megnövelésével érték el.
CMV–22BAz amerikai haditengerészet hordozófedélzeti teherszállító változata. Az MV–22B-höz hasonló, azonban megnövelt üzemanyag-kapacitással, valamint nagyfrekvenciájú rádióval és belső hangrendszerrel rendelkezik. 2020-tól a még üzemben álló 27 darab C–2A Greyhound COD-repülőgépet (COD, Carrier onboard delivery) 38 darab CMV–22B-vel váltják le. Az oldaltartályok mérete jellegzetes. A tengeri próbákat 2020. november 20-án kezdte meg a CMV-változat a USS Carl Vinson fedélzetén.

## Megrendelő és üzemeltető országok

### Amerikai Egyesült Államok

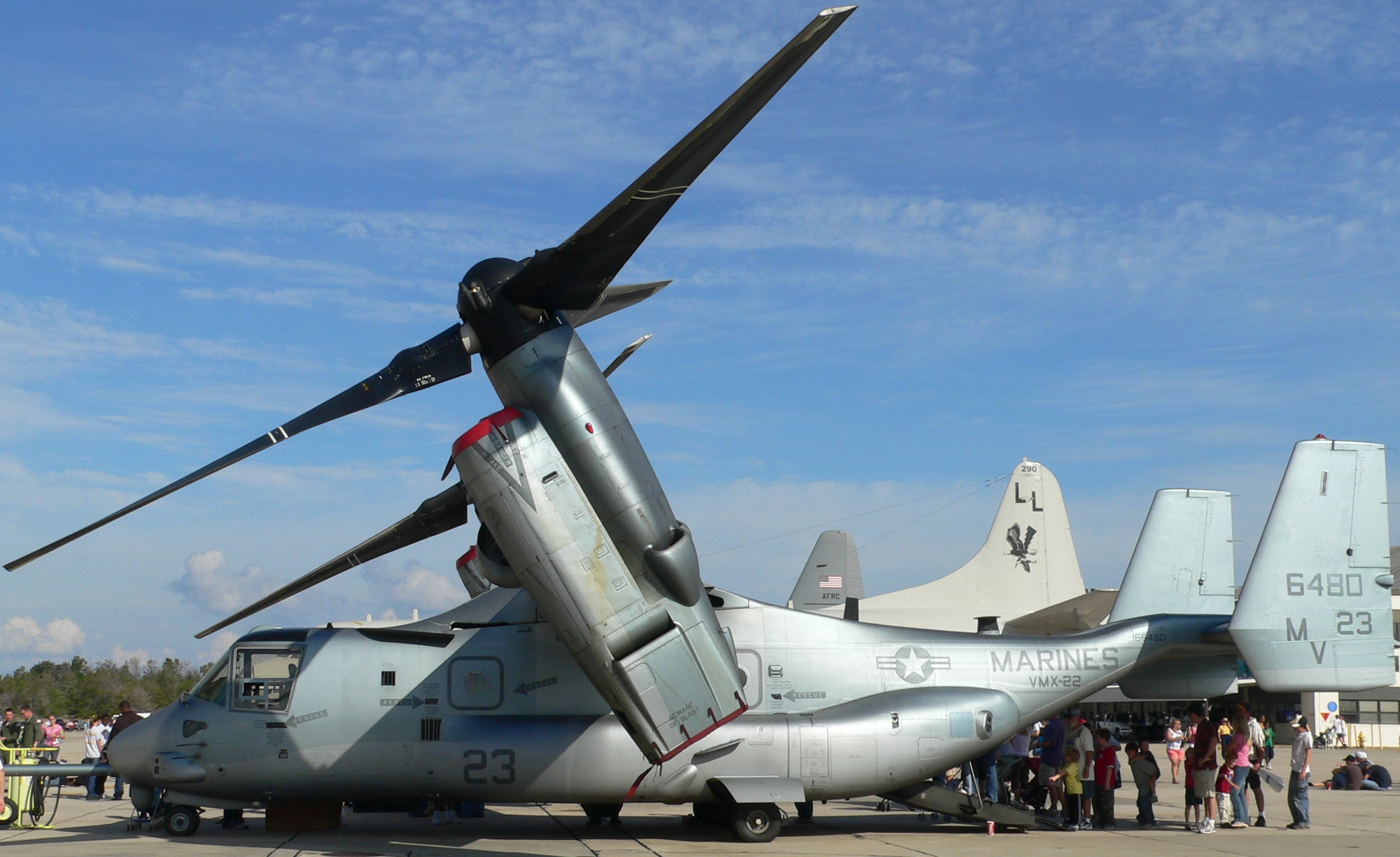
MV–22 a haditengerészet pensacolai bázisán

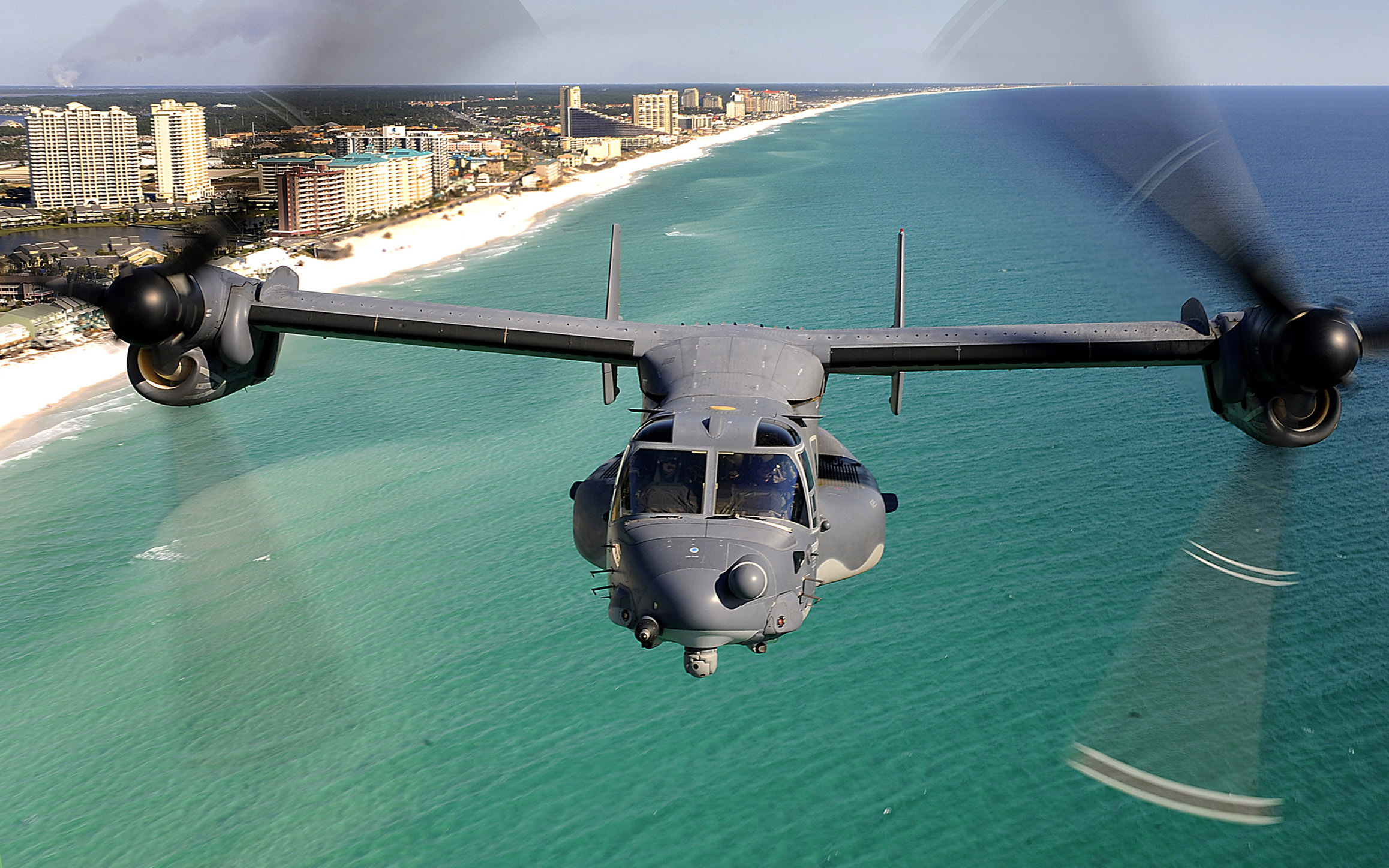
A 8. Különleges Műveleti Század (8th Special Operations Squadron) egyik CV–22-ese Florida partjai felett

#### Az Amerikai Egyesült Államok Tengerészgyalogsága
A Tengerészgyalogság VMMT–204 kiképző százada 2000 márciusa óta oktatja az Osprey-pilótákat. Elsőként 2005. június 5-én a HMM–263 század kezdte meg az MV–22-k átvételét. December 8-án James F. Amos altábornagy – a 2. Tengerészgyalogsági Expedíciós Erő (II MEF, II Marine Expeditionary Force) parancsnoka – átvette az első MV–22 flottát és az alakulatot hivatalosan is átnevezte VMM–263-ra. Őket 2006. augusztus 31-én követte a HMM–162, amely az átvételt követően VMM–162-re alakult. 2007. március 23-án a VMM–266 lett a harmadik Osprey-század. 360 db-ot rendelt a Pentagon.
- VMM–162: egyik gépük fedélzetén érkezett az iraki Anbar tartományba 2008. július 22-én Barack Obama szenátor, a későbbi amerikai elnök.
- VMM–261
- VMM–263: az első átfegyverzett alakulat.
- VMM–266
- VMMT–204 – kiképző század
- VMX–22 – kiképző század (Marine Tiltrotor Operational Test and Evaluation Squadron)

#### Az Amerikai Egyesült Államok Légiereje
Az alakulatok CV–22B-ket üzemeltetnek. 50 darabot rendelt a Pentagon.
- 8. Különleges Műveleti Század (8th Special Operations Squadron, 8 SOS), Hurlburt Field, Florida
- 71. Különleges Műveleti Század (71st Special Operations Squadron, 71 SOS), Kirtland Air Force Base, Új-Mexikó
- 20. Különleges Műveleti Század (20th Special Operations Squadron, 20 SOS), Cannon Air Force Base, Új-Mexikó

#### Az Amerikai Egyesült Államok Haditengerészete
A HV–22B-re egyelőre nem érkezett megrendelés, a gép haditengerészeti szerepét még nem sikerült tisztán megfogalmazni. Egy 2009 szeptemberében kiadott ajánlás szerint az Osprey a C–2 Greyhound flottalogisztikai feladatait látná el. A V–22 előnye abban rejlik, hogy nem csak repülőgép-hordozókon képes leszállni, így a helikopterek hatótávolságán kívül eső hadihajókra is képes lenne ellátmányt és személyzetet szállítani.

### Potenciális üzemeltetők

#### Brit Királyi Haditengerészet
1999-ben a Brit Királyi Haditengerészet egy közös brit-amerikai projekt keretén belül megvizsgálta a V–22 hasznosíthatóságát.

#### Izraeli Légierő
Izrael számos esetben jelezte MV–22 gépek beszerzési igényét, de megrendelését még nem hagyták jóvá illetve adták le.

#### Norvég Királyi Légierő
A Westland Sea Kingek 2015-ös kivonását követő kutatási és mentési feladatok ellátására vizsgálja a V–22-t. A 10-12 helikoptert érintő Norwegian All Weather Search and Rescue Helicopter (NAWSARH) programban az Osprey-n kívül az AgustaWestland AW101, az Eurocopter EC225, az NHIndustries NH90 és a Sikorsky S–92 képességeit vetik össze.

#### Japán Légi Véderő
Japán a védelmi minisztériuma honlapján érdeklődését fejezte ki döntött rotorú repülőgépek vásárlására 2015-ben.

## Harci alkalmazása

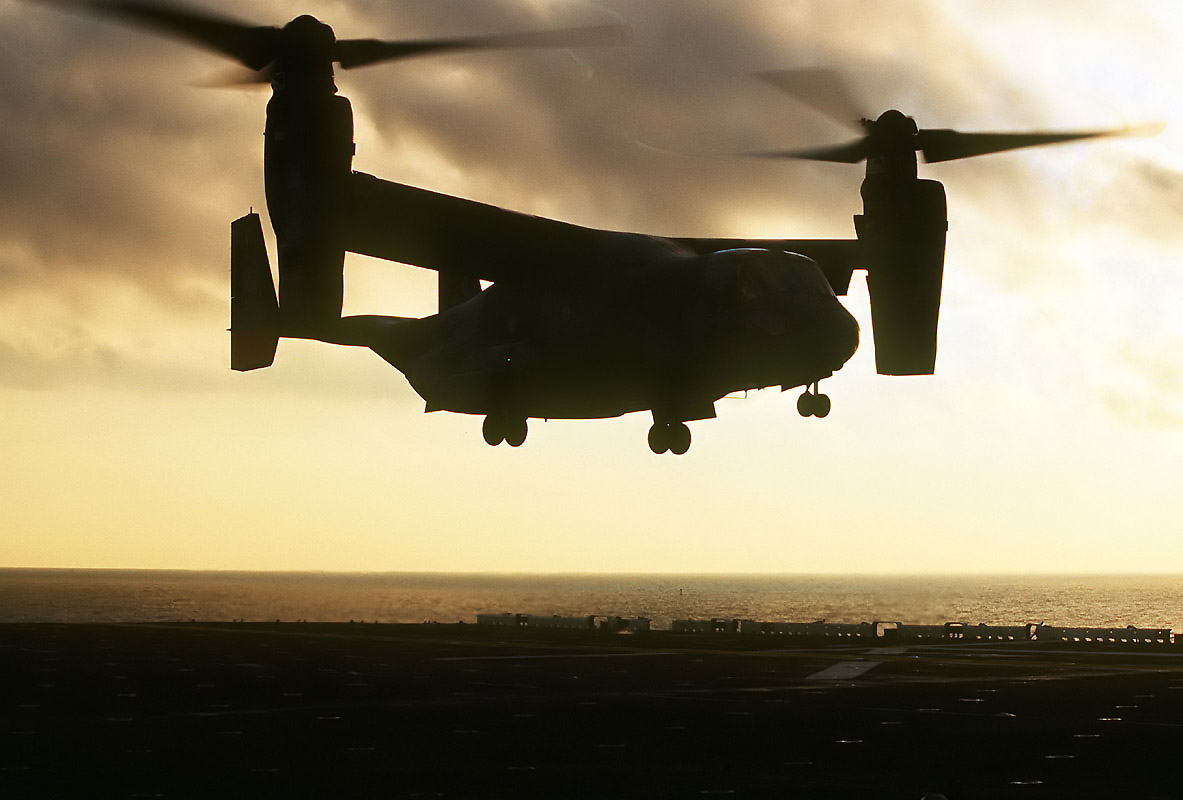
Egy MV–22B haditengerészeti próbarepülése

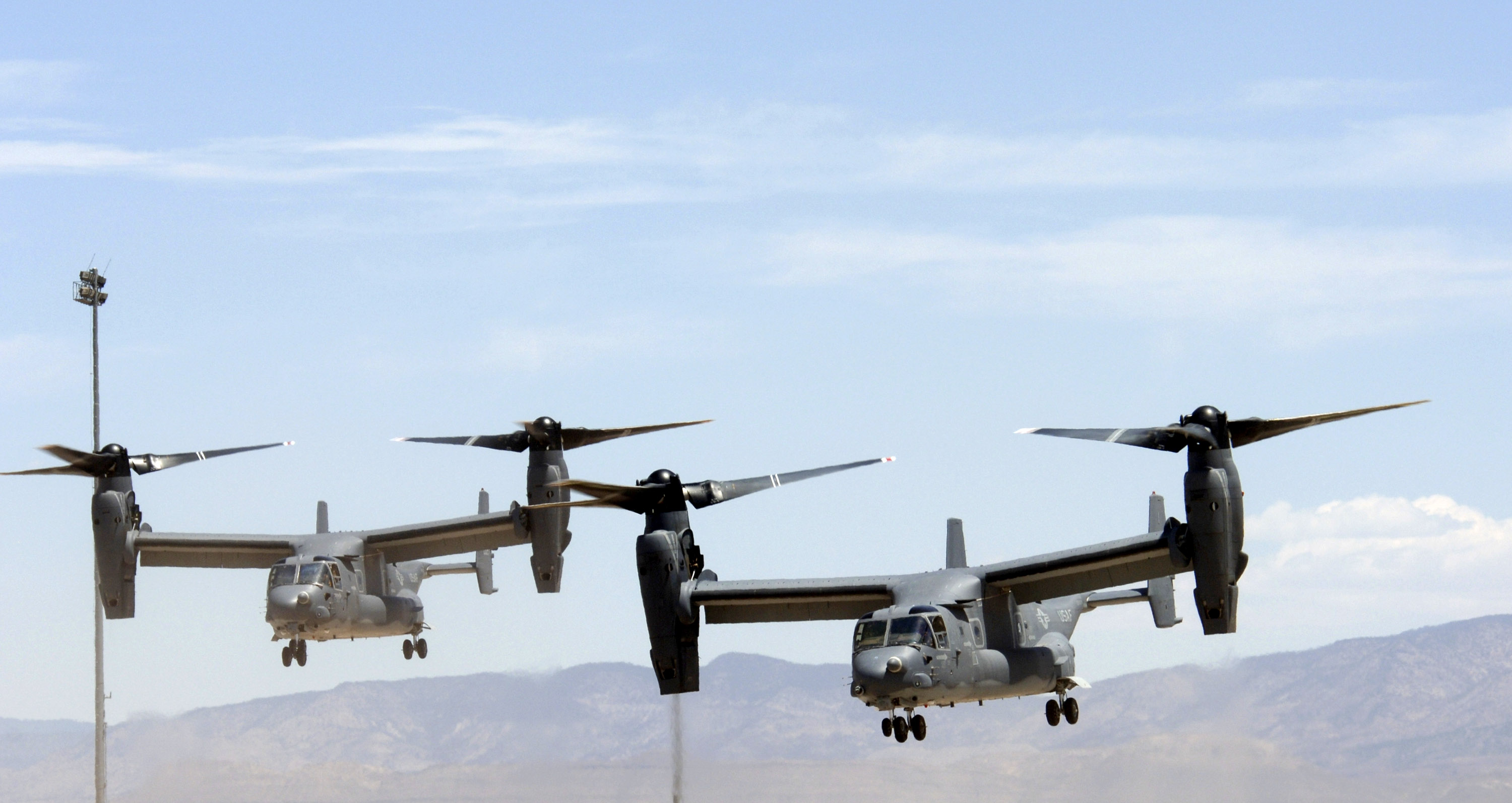
Az Amerikai Légierő két CV–22B-je leszállás közben

A légierő első CV–22 Osprey-ját az 58. különleges hadműveleti ezredhez osztották be 2006. március 20-án. Az első CV-22 századot, a 8. különleges bevetések századát 2009. elején állítják hadrendbe.
Az Osprey 2007-ben lépett a tengerészgyalogság operatív szolgálatába, helyenként felváltva a CH–46 Sea Knight századokat. 2007. április 13-án a tengerészgyalogság bejelentette, hogy tíz V-22-t küld Irakba. Ez volt az Osprey első harci bevetése.
2007. július 10-én egy MV-22 landolt a brit haditengerészet HMS Illustrious anyahajóján, az Atlanti-óceánon. Ez volt az első eset, hogy egy Osprey idegen nemzetiségű hajóra szállt.

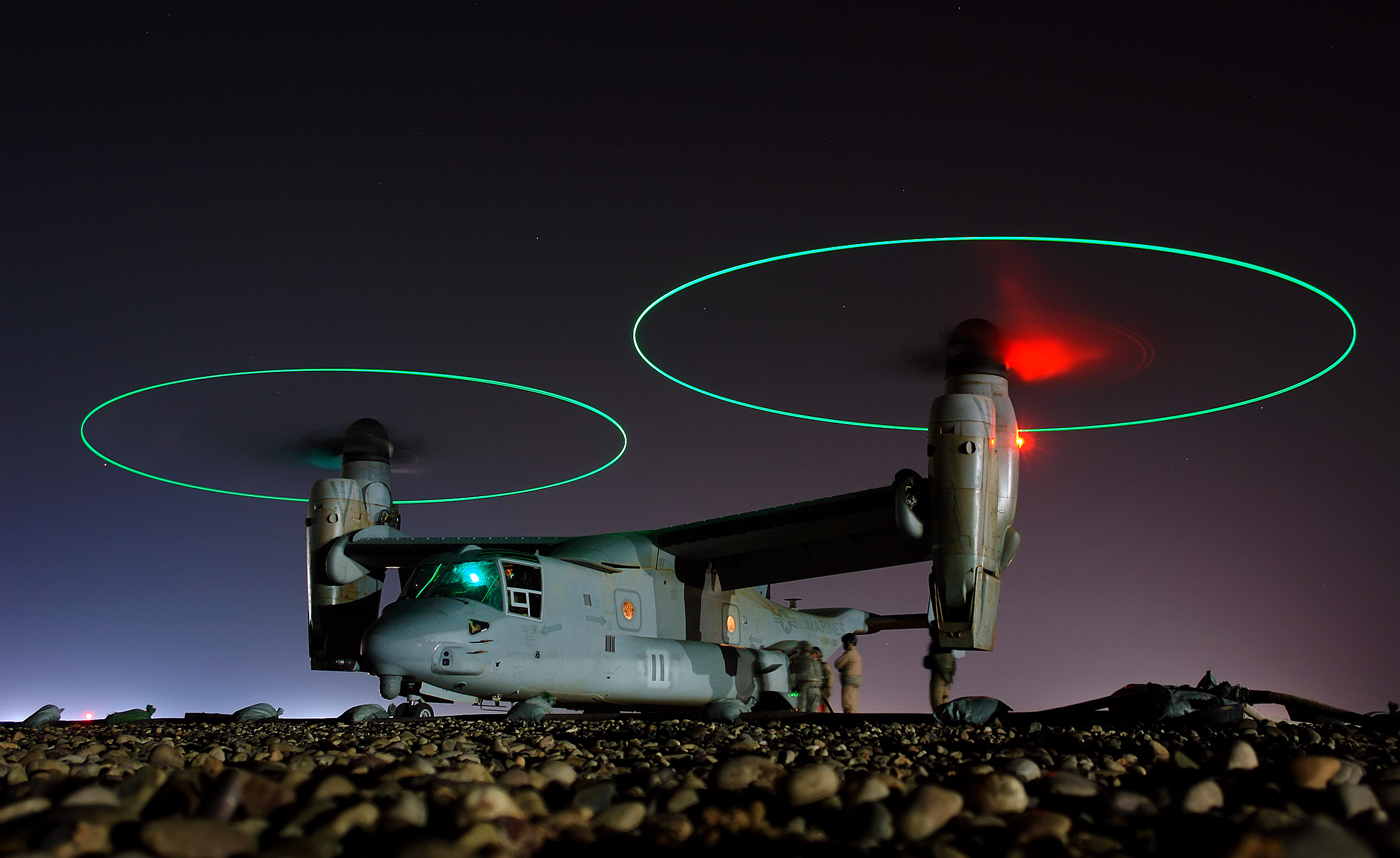
Egy iraki éjszakai bevetés előtt tankol egy MV-22

## Balesetek, veszteségek
1991 és 2000 között négy géptöréses repülőesemény történt.
- 1991. június 11.: A 4. prototípus repülésvezérlő rendszerének hibájából a bal oldali gondola rotorja a földnek csapódott, miközben a repülőgép 4,5 méter magasságban függött. A gép bebillent, a rotorvesztést követően a földnek csapódott, összetört és kigyulladt. Két fő könnyebben megsérült.
- 1992. július 20.: Az 5. prototípus jobb oldali hajtóműgondolájában olajszivárgás miatt tűz ütött ki, majd a gép a Potomac folyóba zuhant. A fedélzeten tartózkodó 7 fő életét vesztette. Az incidens hatására a vizsgáló bizottság a berepüléseket 11 hónapra leállíttatta, a megmaradt négy gépet a Bell–Boeing konzorcium áttervezte.
- 2000. április 8.: Az egyik V–22 tengerészgyalogos mentési gyakorlatot hajtott végre, majd leszálláshoz készülődött az arizonai Marana Regional Airportra. A jobb rotorja 74,5 méter magasságban átesett, kipördült, majd széttört és a szétrepülő lapátdarabok egy része a törzsbe csapódott. Az aszimmetrikus hajtásúvá vált gép lezuhant, a fedélzeten tartózkodó 19 fő életét vesztette.
- 2000. december 11.: Az egyik gépen hidraulikaolaj-szivárgás, majd sorozatos műszerhibák következtében kb. 490 méter magasságból az észak-karolinai Jacksonville-nél erdőbe zuhant, a négyfős személyzet életét vesztette.
- 2010. április : Bevetés közben lezuhant egy CV–22 Afganisztánban, négy katona halálát okozva.[42]

- 2012. április 11.: Hadgyakorlat közben lezuhan egy MV–22B Marokkóban, két katona halálát okozva, két másik katona súlyos sérüléseket szenved.[42]
- 2015. május 17-én. leszállás közben a földnek csapódott az amerikai tengerészgyalogos hadtest egy Osprey MV-22B típusú repülőgépe Honolulu mellett. A baleset következtében egy katona azonnal, egy másik néhány nappal később vesztette életét. 19-en megsérültek.[43]
- 2017. január 28-án a Navy SEAL Team Six rajtaütött az Al-Káida jemeni szervezete, az AQAP támaszpontján. A rajtaütés rosszul sikerült, egy tengerészgyalogos meghalt, négy megsebesült. A sebesült kommandósok kimenekítésére küldött egyik MV-22B Osprey típusú gép olyan keményen landolt, hogy használhatatlanná vált. A működésképtelen gépet Harrierről ledobott bombával semmisítették meg, nehogy az al-Kaida kezére kerülhessen.[44]
- 2017. augusztus 5-én egy – a Tengerészgyalogság 265. (Megerősített) Közepes Billenőrotoros Századához tartozó – MV–22 Osprey,   amelyet a 31. tengerészgyalogsági expedíciós egységhez rendeltek, balesetet szenvedett Ausztrália keleti partjainál. A  repülőgép a USS Bonhomme Richard (LHD 6) fedélzetéről szállt fel és a lezuhanáskor rutinfeladatot hajtott végre. A balesetben három tengerészgyalogos meghalt.[45]

A 2006-os hadrendbe állítása során hét kisebb balesetet könyvelhettek el az üzemeltető alakulatok.

## Külső hivatkozások
- A Boeing hivatalos V–22 oldala (angolul)
- A Bell hivatalos V–22 oldala (angolul)
- V-22 Osprey web Archiválva 2007. július 11-i dátummal a Wayback Machine-ben, and A V-22 Osprey története a haditengerészet oldalain Archiválva 2007. november 8-i dátummal a Wayback Machine-ben (angolul)
- CV-22 adatlap a légierő oldalain (angolul)
- V-22 oldal a GlobalSecurity.org-on (angolul)
- A V–22 Osprey balesetei – en.wiki
  - Az 1991-es baleset – youtube.com